# Konstandinos Chrisogonos
Konstandinos (Kostas) Chrisogonos, gr. Kωvσταντίνος (Κώστας) Χρυσόγονος (ur. 27 czerwca 1961 w Seresie) – grecki prawnik, wykładowca akademicki i polityk, poseł do Parlamentu Europejskiego VIII kadencji.

## Życiorys
Ukończył w 1983 studia prawnicze na Uniwersytecie Arystotelesa w Salonikach. W 1987 doktoryzował się w Hanowerze. Od 1990 zawodowo związany z Uniwersytetem Arystotelesa w Salonikach, w 2003 został profesorem prawa konstytucyjnego na tej uczelni. Opublikował m.in. około 20 pozycji książkowych, podjął również praktykę w zawodzie prawnika.
W 2011 był jednym z założycieli lewicowej partii Enotiki Kinisi. W 2013 dołączył do komitetu centralnego Syrizy. W wyborach w 2014 z listy tego ugrupowania uzyskał mandat eurodeputowanego VIII kadencji. W trakcie kadencji odszedł z partii. W Europarlamencie zasiadał do 2019.